# Adoretus avitus
Adoretus avitus är en skalbaggsart som beskrevs av Benderitter 1923. Adoretus avitus ingår i släktet Adoretus och familjen Rutelidae. Inga underarter finns listade i Catalogue of Life.